# Norroy-le-Veneur
Norroy-le-Veneur là một xã trong vùng Grand Est, thuộc tỉnh Moselle, quận Metz-Campagne, tổng Marange-Silvange. Tọa độ địa lý của xã là 49° 10' vĩ độ bắc, 06° 06' kinh độ đông. Norroy-le-Veneur nằm trên độ cao trung bình là 240 mét trên mực nước biển, có điểm thấp nhất là 167 mét và điểm cao nhất là 370 mét. Xã có diện tích 8,45 km², dân số vào thời điểm 2005 là 978 người; mật độ dân số là 115,1 người/km².

## Thông tin nhân khẩu
| 1962 | 1968 | 1975 | 1982 | 1990 | 1999 |
| ---- | ---- | ---- | ---- | ---- | ---- |
| 562  | 597  | 635  | 741  | 795  | 900  |